# Иероним (Семивский)
Иероним Семивский (1744—1801) — игумен Смоленского Свято-Троицкого монастыря Русской православной церкви и педагог.
Семивский родился в 1744 году в семье православного священника. Успешно окончил курс обучения в Смоленской духовной семинарии. 
В 1772 году он был рукоположен во священника. В 1790 году Семивский был вызван митрополитом Гавриилом в Санкт-Петербургскую духовную семинарию на должность инспектора и учителя низших классов.
В 1791 году принял монашество с именем Иероним; 1 мая 1792 года произведен во игумена в Смоленский Троицкий монастырь и назначен префектом и учителем философии Смоленской духовной семинарии. 
В 1796 году переведен в Гжатский Колоцкий монастырь, где и скончался 13(25) апреля 1801 года.